# Aeroasis
AerOasis iba a ser una aerolínea de pasajeros y carga fundada en 2006 en Colombia, la cual se tenía presupuestado empezar operaciones comerciales en 2011, tras la compra de la aerolínea Aires hubo cambio de planes. Iba a poseer como base principal el Aeropuerto Internacional Eldorado en Bogotá.

## Historia
La aerolínea fue constituida en la Sección 33 de GEPA en marzo de 2006 por parte de la Aerocivil.
A pesar de poseer registro de operación solo este año bajo la colaboración de LAN Airlines, logró conseguir el visto bueno para iniciar con 5 aeronaves Airbus A320 que cubrirían rutas troncales en Colombia, se estipulaba que a partir de 2014 sería subsidiaria y parte del proceso de expansión de la aerolínea LAN en Colombia.

## Flota
La aerolínea poseía 3 Airbus A320, que actualmente operan en LAN Airlines y se tenía previsto que otras dos aeronaves llegasen después para completar una flota de cinco aeronaves.

## Destinos
La aerolínea tenía autorizadas las siguientes rutas en Colombia:
| Ciudad                                 | Código IATA                                    | Código ICAO                                    | Aeropuertos                                     | BOG | MDE | ADZ | CLO | #  |
| -------------------------------------- | ---------------------------------------------- | ---------------------------------------------- | ----------------------------------------------- | --- | --- | --- | --- | -- |
| Barranquilla                           | BAQ                                            | SKBQ                                           | Aeropuerto Internacional Ernesto Cortissoz      | •   |     |     |     | 1  |
| Bogotá                                 | BOG                                            | SKBO                                           | Aeropuerto Internacional Eldorado               |     | •   | •   | •   | 3  |
| Bucaramanga                            | BGA                                            | SKBG                                           | Aeropuerto Internacional Palonegro              | •   |     |     |     | 1  |
| Cali                                   | CLO                                            | SKCL                                           | Aeropuerto Internacional Alfonso Bonilla Aragón | •   | •   | •   |     | 3  |
| Cartagena                              | CTG                                            | SKCG                                           | Aeropuerto Internacional Rafael Núñez           | •   |     |     |     | 1  |
| Cúcuta                                 | CUC                                            | SKCC                                           | Aeropuerto Internacional Camilo Daza            | •   |     |     |     | 1  |
| Leticia                                | LET                                            | SKLT                                           | Aeropuerto Internacional Alfredo Vásquez Cobo   | •   |     |     |     | 1  |
| Medellín                               | MDE                                            | SKRG                                           | Aeropuerto Internacional José María Córdova     | •   |     | •   | •   | 3  |
| Montería                               | MTR                                            | SKMR                                           | Aeropuerto Internacional Los Garzones           | •   |     |     |     | 1  |
| Pereira                                | PEI                                            | SKPE                                           | Aeropuerto Internacional Matecaña               | •   |     |     |     | 1  |
| San Andrés Isla                        | ADZ                                            | SKPS                                           | Aeropuerto Internacional Gustavo Rojas Pinilla  | •   | •   |     | •   | 3  |
| Santa Marta                            | SMR                                            | SKSM                                           | Aeropuerto Internacional Simón Bolívar          | •   |     |     |     | 1  |
| Total destinos: 12; Total de rutas: 20 | Última actualización: 10 de septiembre de 2011 | Última actualización: 10 de septiembre de 2011 | Última actualización: 10 de septiembre de 2011  | 11  | 3   | 3   | 3   | 20 |